# 区越
區越（1468年—1553年），字文廣，號西屏，廣東廣州府新會縣潮連人，軍籍，明朝政治人物。

## 生平
八歲喪母，哀慕切至，事繼母以孝聞。弘治八年（1495年）乙卯科廣東鄉試第七名舉人，十八年（1505年）中式乙丑科會試第八十六名，三甲第九名進士。授嘉善縣知縣，升戶部主事，升員外郎、湖廣司郎中，監兌清江浦倉糧，以清廉著稱，嘉靖二年（1523年）升建寧府知府，調寧國府知府，八年（1529年）二月升浙江按察司副使，升江西布政使司左參政、分巡湖東，平定積年流寇，十六年（1537年）致仕，三十三年（1553年）卒，享年八十六歲。著有《西屏集》。墓在黃雲村。

## 家族
曾祖區子全；祖父區觀養，號朴翁；父區鑑（1442年-1517年），字元暉，號梅月。母梁氏（贈宜人）；繼母唐氏（封宜人）。具慶下。弟區超、區起、區趙、區赳。子區元履（弋陽縣教諭）、區元復、區元晉（興化府同知）。

## 引用
1. ↑  （明）张朝瑞. . 《续修四库全书》史部第828册.
2. ↑  鲁小俊，江俊伟著. . 武汉：武汉大学出版社. 2009. ISBN 978-7-307-07043-1.
3. ↑  编纂委员会. . 福建: 福建省地方志编纂委员会. 2001年.
4. ↑  《廣東通志·卷四十五》：区越，字文广，新会人，八岁丧母，哀慕切至，事继母以孝闻。弘治乙丑进士，授嘉善令。入觐时，有郁生德越，馈茗置金，亟还之。擢户部主事，歷员外、郎中，委兑清江仓粮，以廉著。歷知建宁、宁国府，谳出冤狱，当事难之。越请以身任其咎，当事者不能夺。尝雪夜念及械者，亟起释之，曰：「罪止小，惩冻死，其若之何？」擢浙江副使，寻迁江西左参政，分巡湖东。平积年逋寇，年七十致仕。
5. ↑  《誥贈奉直大夫戶部署郎中事員外郎區公墓碑記》：

明誥封奉訓大夫戶部署郎中事員外郎區公墓碑誌銘

賜進士第朝列大夫贊治少尹國子監祭酒前翰林院侍講學士太子贊善經筵講官管修玉牒兼修國史吳郡陳霽撰文

賜進士第奉政大夫都察院副都御史郡人熊一渶書丹

賜進士第刑科給事中邑人劉文瑞篆蓋

區之姓著於嶺表，族大而蕃，廣州府新會龍溪之區，宋南渡時有諱元四者，自南雄徙來，十傳而至公。公諱鑑，字元暉，大父諱子全，父諱觀養，號朴翁，行善有陰德。母李氏。公少穎悟異常。朴翁垂老一子，不令習舉去左右。受《尚書》於大學李先生，其學務人倫大要，修德行以制用。久之，遂成德器，以至詩文律數、醫卜陰陽百家之說，靡不通究。事二親服勤順志，垂四十年如一日，執喪衰而有禮，教諸子愛而能嚴，每燕間侍側，隨事訓導，動引經傳格言，先哲懿行，諷諭諄切不懈，各因其材器，使有成立。戒子孫勿出息錢，曰：“先君有言，舉貸刻責，多逆情斂怨，曷若力耕節用之為良乎？”故終其身，人無怨尤，而家亦饒裕。鄉人負氣好訟，多罹辜破產，有慕公求質。或聞而召之，為開陳是非，引律例利害以論之。咸曰：“公實佑我。”遂解去。里中有潮田歲一稔，公倡義率有田者，從葫蘆山以南，築堤數百丈以捍海，因沖港列水閘，時蓄洩以備旱潦，著為巡葺之法。歲獲兩稔成膏腴，人至今稱之。正德六年，以其子越貴，敕封承德郎戶部主事，晚廼厭事，營別墅於屏山之下，因麓以規園，因溪以溉田，亭臺池島，萃幽據勝，以遊以息。時與客觴詠，有遺世絕俗之風。地多竹樹，奇卉雜植，而梅為最盛。春初延眺，芳輝襲人尤宜月，因號“梅月居士”。先配梁氏，贈宜人；繼唐氏，封太宜人。子男五，長即越，戶部湖廣司郎中，次超、起、趙、赳，皆業儒自淑。女皆適士族，孫男六、女五。公生於正統壬戌十二月癸丑，卒於正德丁丑四月乙巳，享年七十有六，正德十五年庚辰十二月己丑，葬大鰲山之原。越有才望，久次將遷秩歸省，而公不待矣。訃至，越奔喪歸圖葬事，以戶部主事黃君子誠狀詣予，泣請銘。予故與越厚，辭不獲。為之銘曰：樹德既滋，胡嗇厥施。有開厥後，實天之為。食報自躬，章服有容。既蕃既昌，五鼎既豐，茂林崇岡，鬱乎斯藏。列德著詞，千禩不忘。
6. ↑  龚延明主编. . 宁波: 宁波出版社. 2016. ISBN 978-7-5526-2320-8. 《天一閣藏明代科舉錄選刊.登科錄》之《弘治十八年進士登科錄》

| 官衔          | 官衔                                            | 官衔          |
| ------------- | ----------------------------------------------- | ------------- |
| 前任： 張文麟 | 明朝建寧府知府 1523年－1525年                   | 繼任： 謝階   |
| 前任： 及宦   | 明朝寧國府知府 嘉靖五年－嘉靖八年 1526年-1529年 | 繼任： 屠應坤 |